# Aztec Money
Aztec Money é um mercado virtual global que oferece soluções de financiamento alternativas à exportação, contrastando com os tradicionais empréstimos bancários, linhas de crédito e factoring. Exportadores podem vender seus recebíveis, através da plataforma Aztec Money, a investidores institucionais  nos termos escolhidos pelo vendedor. A sede da empresa é localizada na Irlanda, e possui operações na África, Ásia, Europa e nas Américas com uma ênfase nos fornecedores focados em exportação.

## Como Funciona
Aztec Money oferece acesso a financiamento não bancário para empresas de diversos setores, que integrem uma cadeia de suprimentos global. A Aztec disponibiliza uma plataforma que permite a investidores institucionais oferecer funding a estas cadeias de suprimentos através da aquisição de faturas colocadas à venda por fornecedores globais. Desta forma, a atuação da Aztec contribui com uma nova alternativa ao tradicional financiamento bancário, que vem sofrendo restrições devido à maior regulamentação (em particular o Tratado de Basileia III). Tais restrições afetam a disponibilidade de crédito a países emergentes com empresas estrategicamente relevantes ao comércio global.
As seguintes etapas compõem o processo de venda de faturas através da Aztec Money:
- Registro do exportador no website, apenas no primeiro uso, sem qualquer custo
- Escolha dos termos de venda para as faturas desejadas
- Envio dos documentos requeridos referentes à fatura
- Acompanhamento dos lances dados sobre a fatura pelos investidores interessados
- Recebimento do pagamento antecipado pela compra da fatura, vendida para o investidor com o melhor lance

A Aztec Money cobra uma taxa máxima de 2% sobre o valor total da transação, apenas em vendas efetivamente realizadas.

## Histórico
A Aztec Money foi concebida por uma equipe de profissionais do setor financeiro internacional, com foco inicial nos mercados da Irlanda, Espanha, Itália e Grécia.. A empresa também está em vias de abrir escritórios de representação no Brasil, Polônia, Estados Unidos e na Ásia.